# Station Zaosie
Station Zaosie is een spoorwegstation in de Poolse plaats Zaosie.